# 世界農林業センサス
世界農林業センサス（せかいのうりんぎょうセンサス、英: Census of Agriculture and Forestry）とは、国際連合食糧農業機関 (FAO) の提唱により、世界各国で実施されている農業・林業に関する調査である。

## 日本
日本では、1950年（昭和25年）から10年おきに実施されており、加えて、中間年には、日本独自に農業センサス（2005年（平成17年）以降は農林業センサス）が実施されている。マスコットキャラクターは「つっちー」である。
調査は、事業体を対象にするものは農林業者の自計申告、地域を対象とするものは統計調査員による地域の精通者に対する面接聞き取りで行われる。また、林業については都道府県の自計申告によって行われる部分もある。

### 根拠法規
農林業センサスは、統計法第2条第4項に基づく基幹統計の作成を目的とする統計調査とされている。具体的には、統計法のほか、統計法施行令（平成20年政令第334号）、農林業センサス規則（昭和44年農林省令第39号）、平成16年5月20日農林水産省告示第1071号（農林業センサス規則第5条第1項の農林水産大臣が定める農林業経営体等を定める件）が根拠法規となっている。

### 調査体系
農林業経営体調査と農山村地域調査からなる。なお、農山村地域調査のうち農業集落調査については2025年農林業センサスから廃止される方針になっている。
|                  |                  | 調査事項 |
| ---------------- | ---------------- | --- |
| 農林業経営体調査 | 農林業経営体調査 | - 経営の態様 - 世帯の状況 - 農業労働力 - 経営耕地面積等 - 農作物の作付面積等及び家畜の飼養状況 - 農産物の販売金額等 - 農作業受託の状況 - 農業経営の特徴 - 農業生産関連事業 - 林業労働力 - 林産物の販売金額等 - 林業作業の委託及び受託の状況 - 保有山林面積 - 育林面積等及び素材生産量 - その他農林業経営体の現況 |
| 農山村地域調査   | 市区町村調査     | - 総土地面積・林野面積 - 地域資源の保全状況 - その他農山村地域の現況 |
| 農山村地域調査   | 農業集落調査     | - 総土地面積・林野面積 - 地域資源の保全状況 - その他農山村地域の現況 |

## 米国

### 調査
アメリカ農業センサスは全農場を対象とした調査統計であり、「農場」とは基本的に「農産物販売額1,000ドル以上を有する場」および「センサス調査年に1,000ドル未満でも、通常なら1,000 ドル以上の販売があったと見なせる場」をいう。農場の範囲については、1992年のセンサスまでは全農地を土壌保全計画（CRP）や湿地保全計画（WRP）に当てた（それにより農産物販売額1,000ドル未満になっている）農場は除外されていたが、1997年センサスからはこれらの農地も含めて計算されることになった。
連邦農務省の代表的農業地帯構成の一つである「農業・資源地帯」（Farm Resource Regions）を利用しており、アラスカ州とハワイ州を除く本土48州について郡単位で土地・気象条件、農業生産立地、農業構造などを総合して、州境をまたぐ9つの地帯に区分している。

### 特徴
農場地帯構成ごとの集計は行われていないため、農地地帯別の各作目部門の状況は全体的・平均的にしか把握できない。
日本の調査に比べて経営収支状況を調査・集計している点は大きなメリットとされている。一方、農業経営の家族や労働力構成については著しく弱いとされている。